# 旅する水曜日
『旅する水曜日』（たびするすいようび）は、2022年4月6日から2023年3月24日まで、BS日テレで放送されていた旅バラエティ番組。

## 概要
『一週間の折り返し・水曜日の夜にテレビでゆったり旅を楽しむ』をコンセプトに、旅好き・趣味自慢の芸能人が週替わりで様々な旅に出かける、大人のプチ旅バラエティ。
基本的に2週連続の放送。中には過去に日本テレビ（地上波）で放送された番組の復活版や、BS日テレで過去に放送された特番の続編も放送されていた。
番組内で放送されていた企画の中の『ドランク塚地のふらっと立ち食いそば』は、『旅する水曜日』終了後、2023年4月3日より、BS日テレでレギュラー放送中。

## 放送された番組
※初回放送のみ
| 回 | 放送日          | タイトル | 出演者                                                                          | 備考 |
| -- | --------------- | --- | ------------------------------------------------------------------------------- | --- |
| 1  | 2022年 04月06日 | 「阿佐ヶ谷姉妹いいわね商店街」 〜戸越銀座商店街 | 阿佐ヶ谷姉妹                                                                    | |
| 2  | 04月13日        | 「阿佐ヶ谷姉妹いいわね商店街」 〜谷中銀座商店街 | 阿佐ヶ谷姉妹                                                                    | |
| 3  | 04月20日        | 久本雅美のぶっちゃけ酒場〜都内でふるさと味探訪〜 小林幸子編 | 久本雅美、神田愛花 ゲスト:小林幸子、小池美由                                    | |
| 4  | 04月27日        | 久本雅美のぶっちゃけ酒場〜都内でふるさと味探訪〜 山本譲二編 | 久本雅美、神田愛花 ゲスト:山本譲二、ヒコロヒー                                  | |
| 5  | 05月11日        | 京さま慎ちゃんの令和も飛ばすぜぃ!〜伝説の都バス旅復活!? | 京本政樹、柳沢慎吾、河本準一 （VTRゲスト）中井貴一                              | 日本テレビで放送されたバラエティ番組『火曜サプライズ』内のコーナー『京さま・慎ちゃん 都バスで飛ばすぜぃ! with 河本』の復活版。 |
| 6  | 05月18日        | 京さま慎ちゃんの令和も飛ばすぜぃ!〜柳沢慎吾も還暦SP! | 京本政樹、柳沢慎吾、河本準一 （VTRゲスト）DAIGO、藤森慎吾（オリエンタルラジオ） | 日本テレビで放送されたバラエティ番組『火曜サプライズ』内のコーナー『京さま・慎ちゃん 都バスで飛ばすぜぃ! with 河本』の復活版。 |
| 7  | 05月25日        | 麗しのガーデン散歩 〜春満開!三上真史が磯山さやか・柴田理恵とガーデンを訪ねて癒される                                                                                   | 三上真史、磯山さやか、柴田理恵 ナレーター 杉上佐智枝（日本テレビアナウンサー）  | 前回は2021年12月31日、2022年1月7日に放送された（2週連続・各2回）                                                               |
| 8  | 06月01日        | 麗しのガーデン散歩 〜春爛漫!三上真史が釈由美子・遼河はるひとガーデンを訪ねて癒される                                                                                   | 三上真史、釈由美子、遼河はるひ ナレーター 杉上佐智枝（日本テレビアナウンサー）  | 前回は2021年12月31日、2022年1月7日に放送された（2週連続・各2回）                                                               |
| 9  | 06月15日        | みやぞんのにっぽん銭湯さんぽ 歴史息づく京都でぶらり銭湯探しの旅 | みやぞん 佐藤栞里（ナレーター / 旅の見届け人）                                  | |
| 10 | 06月22日        | みやぞんのにっぽん銭湯さんぽ 温泉王国 鹿児島でぶらり銭湯探しの旅 | みやぞん 佐藤栞里（ナレーター / 旅の見届け人）                                  | |
| 11 | 06月29日        | 「ドランク塚地のふらっと立ち食いそば」 〜激戦区・日本橋&神田 人気店巡り〜                                                                                              | 塚地武雅（ドランクドラゴン）                                                    | |
| 12 | 07月06日        | 「ドランク塚地のふらっと立ち食いそば」 〜そばの聖地・信州は駅そば天国〜                                                                                                | 塚地武雅（ドランクドラゴン）                                                    | |
| 13 | 07月20日        | 選択!ドラフト対決旅 水郷三都で神田愛花&寺脇康文&福澤朗が対決!前編 | 神田愛花、寺脇康文、福澤朗                                                      | |
| 14 | 07月27日        | 選択!ドラフト対決旅 水郷三都で寺脇&福澤&神田が対決旅! 白熱の後半戦! | 神田愛花、寺脇康文、福澤朗                                                      | |
| 15 | 08月03日        | DAISUKI!2022夏 | 松本明子、中山秀征、飯島直子                                                    | 2時間SP （21:00 - 22:54） |
| 16 | 08月31日        | 阿佐ヶ谷姉妹いいわね商店街 〜桐生市 本町通りの商店街 | 阿佐ヶ谷姉妹                                                                    | |
| 17 | 09月07日        | 阿佐ヶ谷姉妹いいわね商店街 〜深谷市 深谷商店街 | 阿佐ヶ谷姉妹                                                                    | |
| 18 | 09月21日        | 健介&北斗のまつり旅 | 佐々木健介、北斗晶                                                              | |
| 19 | 10月05日        | 華大さ〜んキテミテ旅 山形編 | 博多華丸・大吉 ミッチーチェン                                                   | |
| 20 | 10月12日        | 華大さ〜んキテミテ旅 広島編 | 博多華丸・大吉 西田篤史                                                         | |
| 21 | 10月26日        | 「ドランク塚地のふらっと立ち食いそば」 〜1杯を求めて右往左往の浅草巡り〜                                                                                               | 塚地武雅（ドランクドラゴン）、岡野陽一                                          | |
| 22 | 11月02日        | 「ドランク塚地のふらっと立ち食いそば」 〜南武線を行けば人情深い老舗にあたる〜                                                                                          | 塚地武雅（ドランクドラゴン）、ガク（真空ジェシカ）                              | |
| 23 | 11月16日        | 「麗しのガーデン散歩」 秋色に染まる絶景ガーデン!三上真史・榊原郁恵と訪ねて癒される ▽群馬県「中之条ガーデンズ」のローズ&ナチュラルガーデン ほか                         | 案内人 三上真史 ゲスト 榊原郁恵 ナレーター 杉上佐智枝（日本テレビアナウンサー） | |
| 24 | 11月23日        | 「麗しのガーデン散歩」 秋に色づく魅惑のガーデン!三上真史・柴田理恵と訪ねて癒される ▽9匹の保護猫と一緒にガーデン散歩?千葉県夢いっぱいの「ドリプレ・ローズガーデン」ほか | 案内人 三上真史 ゲスト 柴田理恵 ナレーター 佐藤委子                             | |
| 25 | 11月30日        | 純烈の俺たちの卒業旅 前編 | 純烈（酒井一圭、小田井涼平、白川裕二郎、後上翔太）                              | |
| 26 | 12月07日        | 純烈の俺たちの卒業旅 後編 | 純烈（酒井一圭、小田井涼平、白川裕二郎、後上翔太）                              | |
| 27 | 12月14日        | 京さま慎ちゃんの令和も飛ばすぜぃ! 高円寺&野方で隠れ名所探し! | 京本政樹、柳沢慎吾、河本準一（次長課長）                                        | |
| 28 | 12月21日        | 京さま慎ちゃんの令和も飛ばすぜぃ! 十条&王子で隠れ名所探し! | 京本政樹、柳沢慎吾、河本準一（次長課長） ゲスト：馬場典子                       | |
| 29 | 2023年 01月18日 | みやぞんのにっぽん銭湯さんぽ 三重県伊勢市 お伊勢参り、銭湯、大衆酒場で一杯!                                                                                            | みやぞん 佐藤栞里（ナレーター / 旅の見届け人）                                  | |
| 30 | 01月25日        | みやぞんのにっぽん銭湯さんぽ 北海道函館市 朝市、銭湯、北国酒場で一杯!                                                                                                  | みやぞん 佐藤栞里（ナレーター / 旅の見届け人）                                  | |
| 31 | 02月01日        | フット後藤ぶらぶらツッコミ散歩 〜下町浅草で「なんでやねん!」〜 | 後藤輝基（フットボールアワー）、新内眞衣                                        | |
| 32 | 02月08日        | フット後藤ぶらぶらツッコミ散歩 〜横浜中華街&酒場の聖地野毛で「なんでやねん!」〜                                                                                        | 後藤輝基（フットボールアワー）、新内眞衣                                        | |
| 33 | 02月15日        | パノラマハンティング にっぽんの背骨を歩く | U字工事 滝沢沙織                                                                | ※2週連続 |
| 34 | 02月22日        | パノラマハンティング にっぽんの背骨を歩く | U字工事 滝沢沙織                                                                | ※2週連続 |
| 35 | 03月01日        | ごっつあん!ふるさと感謝メシ 〜輝・炎鵬 石川県金沢場所〜 | 輝、炎鵬 ナレーション はなわ                                                    | |
| 36 | 03月08日        | ごっつあん!ふるさと感謝メシ 〜若元春・一山本 北海道函館場所〜 | 若元春、一山本 ナレーション はなわ                                              | |
| 37 | 03月15日        | フット後藤ぶらぶらツッコミ散歩 埼玉 小江戸・川越で「なんでやねん!」 | 後藤輝基（フットボールアワー）、新内眞衣                                        | |
| 38 | 03月22日        | フット後藤ぶらぶらツッコミ散歩 杉並区・高円寺 阿波踊り&ディープな居酒屋はしごに「なんでやねん!」                                                                       | 後藤輝基（フットボールアワー）、新内眞衣                                        | ※最終回 |